# Gustav Gruss
Gustav Gruss (3. srpna 1854 Jičín – 24. září 1922 Praha-Smíchov) byl český astronom, astrofyzik, vysokoškolský pedagog, meteorolog, odborný spisovatel a publicista, jeden ze spoluzakladatelů a popularizátorů moderní české astronomie.

## Život
Narodil se v domě č. 11 na Kolínském předměstí v Jičíně ve východních Čechách do české rodiny soudního písaře. Vychodil obecnou školu a jičínské gymnázium. Poté odešel za studiem do Prahy, kde vystudoval matematiku a fyziku na Filozofické fakultě Univerzity Karlovy a roku 1877 získal titul doktora filozofie. V letech 1875–1877 byl asistentem c. k. pražské hvězdárny v Klementinu, v letech 1878–1879 pak působil jako asistent vyšší geodézie a sférické astronomie na Vysoké škole technické ve Vídni, kde však stálé místo nezískal.
Roku 1880 tak nastoupil jako suplující učitel na Slovanské gymnázium v Brně, následujícího roku byl jmenován adjunktem c. k. hvězdárny v Praze, kam se přesunul. Roku 1892 byl jmenován mimořádným profesorem astronomie na české sekci Univerzity Karlovy, roku 1897 získal řádnou profesuru. Roku 1893 byl jmenován mimořádným členem Královské české společnosti nauk a mimořádným členem České akademie věd a umění.
Jako jeho asistent působil matematik a astronom Václav Láska, se kterým fakticky položili základy českého astrofyzikálního výzkumu. Byl také odborným redaktorem astronomické části Ottova slovníku naučného. Definitivně odešel do penze roku 1915.
Zemřel 24. září 1922 v Praze-Smíchově ve věku 68 let. Pohřben byl na Olšanských hřbitovech.
Na jeho rodném domě v Jičíně byla roku 1945 instalována pamětní deska.
Jeho synem byl průkopník českého sportu a lékař Josef Gruss (1884–1968).

## Dílo

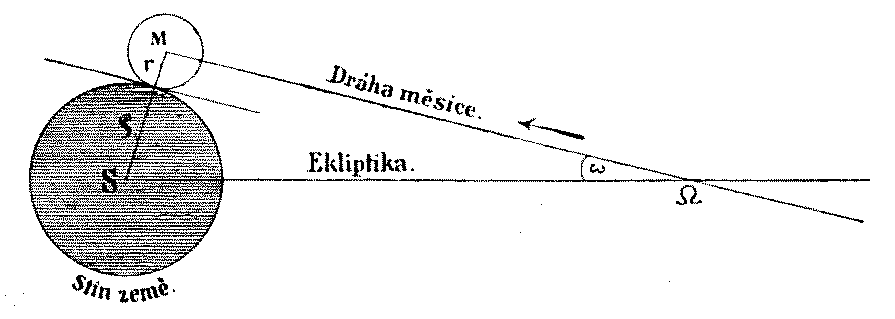
Doprovodný obrázek k výkladu o zatmění měsíce: mez částečného zatmění (G. Gruss: Z říše hvězd, 1894)

V různých vědeckých publikacích uveřejnil pojednání z matematiky, fyziky, meteorologie, především však z astronomie, mj. o jeho pozorování planet, komet, proměnlivých hvězd, mlhovin a dalších jevech. Zúčastnil se několikaletých pozorování periodických měn zeměpisné šířky pražské hvězdárny, jež přispěla k rozřešení otázky o kolisání zemské osy.

### Odborné práce (výběr)
- Z říše hvězd (1894, popularizační dílo o astronomii)